# 최동일
최동일(崔東一, 1987년 2월 7일 ~ )은 대한민국의 축구 선수이다. 포지션은 수비형 미드필더, 센터백이다.